# ヘットナー石
ヘットナー石（ヘットナーいし）とは、ドイツの地理学者アルフレート・ヘットナーが長野県で発見した擦痕を残す両雲母花崗岩の巨石である。ヘットナーは1913年（大正2年）にこれを梓川流域の稲核橋付近(現明ヶ平下洞門の南）で発見した。
1914年（大正3年）、山崎直方はこれを『地質学雑誌』にてヘットナー石と命名、これを発表した。ヘットナー石は長さ3m、高さ及び幅は1.8mの角ばった岩石で、長軸がN20°E方向、水平面に対し約30° 傾いていた。 ヘットナー石に刻まれていた擦痕の方向は、石の長軸とほぼ同じN20°E 方向に規則正 しく平行に走っていたが、擦痕は石の表面と側面にあり、表面の方が側面より擦痕が太かったようで、擦痕の太さに2種類あるように見受けられたという。山崎は氷食による擦痕と考え、カール地形とあわせ、日本にも氷河が存在したと推論した。
それまで、日本に氷河は存在しなかったものと考えられていた。しかし、この推論は日本地学史において、最初の氷河論争のきっかけとなった。
なお、1914年（大正3年）に加藤鉄之助は、ヘットナー石の産地は花崗岩の分布より鉢盛山であり、そこは標高が低く氷河地形も見られないことなどから、ヘットナー石の氷食説を否定、氷河論争は終結へと向かった。
その後のヘットナー石
2回にわたる道路（国道１５８号線）幅の拡張工事に際し、細かに切断されて梓川に捨てられてしまったという。 その破片の一部は東京大学 の資料室に保管されている。 旧安曇村ではかつての稲核小学校で保管していた50cm ほどのヘットナー石の破片が一時不明になったといわれたが、現在は水殿の安曇村資料館駐車場わきに何の表示もなく置かれている。ヘットナー石とされるものには擦痕は見あたらず、その隣にならべられた安山岩礫には、数本の擦痕が認められる。この安山岩礫は、ヘットナー石と同じ場所で発見され、擦痕が刻まれていたので、ヘットナー石の破片とともに保管したのだという。
「ヘットナー石の擦痕が氷河であろうと岩石の摩擦痕であろうと、この石をめぐって日本の氷河論争が一段と高まり、氷河研究が発展した点を考えれば、また岩石の摩擦痕にも疑問点が残ることを考えれば、ヘットナー石は記念すべき大切な石である。」